# NGC 3667
NGC 3667 est une galaxie spirale située dans la constellation de la Coupe. NGC 3667 a été découverte par l'astronome germano-britannique William Herschel en 1786.

## Caractéristiques
La classe de luminosité de NGC 3667 est I-II et elle présente une large raie HI.

### Distance
Sa vitesse par rapport au fond diffus cosmologique est de 5 719 ± 27 km/s, ce qui correspond à une distance de Hubble de 84,4 ± 5,9 Mpc (∼275 millions d'al).
À ce jour, quatre mesures non basées sur le décalage vers le rouge (redshift) donnent une distance de 83,700 ± 2,819 Mpc (∼273 millions d'al), ce qui est à l'intérieur des valeurs de la distance de Hubble.

## Paire de galaxies
La distance de la galaxie PGC 35034 (NGC 3667A) est de 80,4 ± 5,7 Mpc (∼262 millions d'al). Il est donc possible que ces deux galaxies forment une paire physique.